# Hacène Djemaâ
Hacène Djemaâ (en arabe : حسن جمعة) est un footballeur international algérien né le 6 janvier 1942 à Alger. Il évoluait au poste de milieu de terrain.

## Biographie

### En club
Il évolue en première division algérienne avec son club formateur, l'USM Alger, pendant deux saisons, avant d'aller au CR Belouizdad pour finir sa carrière footballistique,.

### En équipe nationale
Il reçoit dix sélections en équipe d'Algérie entre 1966 et 1968, en inscrivant un but. Son premier match avec Les Verts a eu lieu le 6 mars 1966 contre le Maroc (défaite 1-0). Son dernier match a eu lieu le 17 novembre 1968 contre la Tunisie (défaite 1-2).
Il participe à la CAN 1968 avec l'Algérie.

## Palmarès
| USM Alger - Championnat d'Algérie (1) : - Champion : 1962-63. |  | CR Belouizdad - Championnat d'Algérie (3) : - Champion : 1964-65, 1965-66 et 1968-69. - Coupe d'Algérie (2) : - Vainqueur : 1965-66 et 1968-69. |